# Колос, Александр Александрович
Александр Александрович Колос (укр. Олександр Олександрович Колос; 6 апреля 1996, Новоалександровка — 21 июня 2024, остров Казачий) — украинский военнослужащий, старший матрос, участник российско-украинской войны. Герой Украины (2025, посмертно).

## Биография
Родился 6 апреля 1996 года в селе Новоалександровка Великомихайловского района Одесской области.
Во время российского вторжения в Украину служил старшим матросом, наводчиком-оператором-разведчиком 1-го отделения глубинной разведки 3-го взвода глубинной разведки 140-го отдельного разведывательного батальона Морской пехоты Украины.
Погиб 21 июня 2024 года при выполнении боевого задания в районе острова Казацкий Херсонской области.

## Награды
- Звание «Герой Украины» с удостоением ордена «Золотая Звезда» (21 февраля 2025, посмертно) — за личное мужество и героизм, проявленные в защите государственного суверенитета и территориальной целостности Украины, верность военной присяге[1].